# فلوئورید کبالت (III)
فلوئورید کبالت (III) (به انگلیسی: Cobalt(III) fluoride) با فرمول شیمیایی CoF۳ یک ترکیب شیمیایی است. که جرم مولی آن ۱۱۵٫۹۲۸۴ g/mol می‌باشد. شکل ظاهری این ترکیب، جامد قهوه‌ای است.